# 丽水半程马拉松
丽水半程马拉松是在浙江省丽水市举行的半程马拉松比赛，由浙江省体育局和丽水市人民政府主办、丽水市体育局承办。首届赛事于2015年11月下旬举行，丽水本地企业浙江金龙集团为首届冠名赞助商，2015年11月5日结束比赛报名工作，共有来自浙江省内外的5000多名运动员报名参加。